# Teclado de membrana

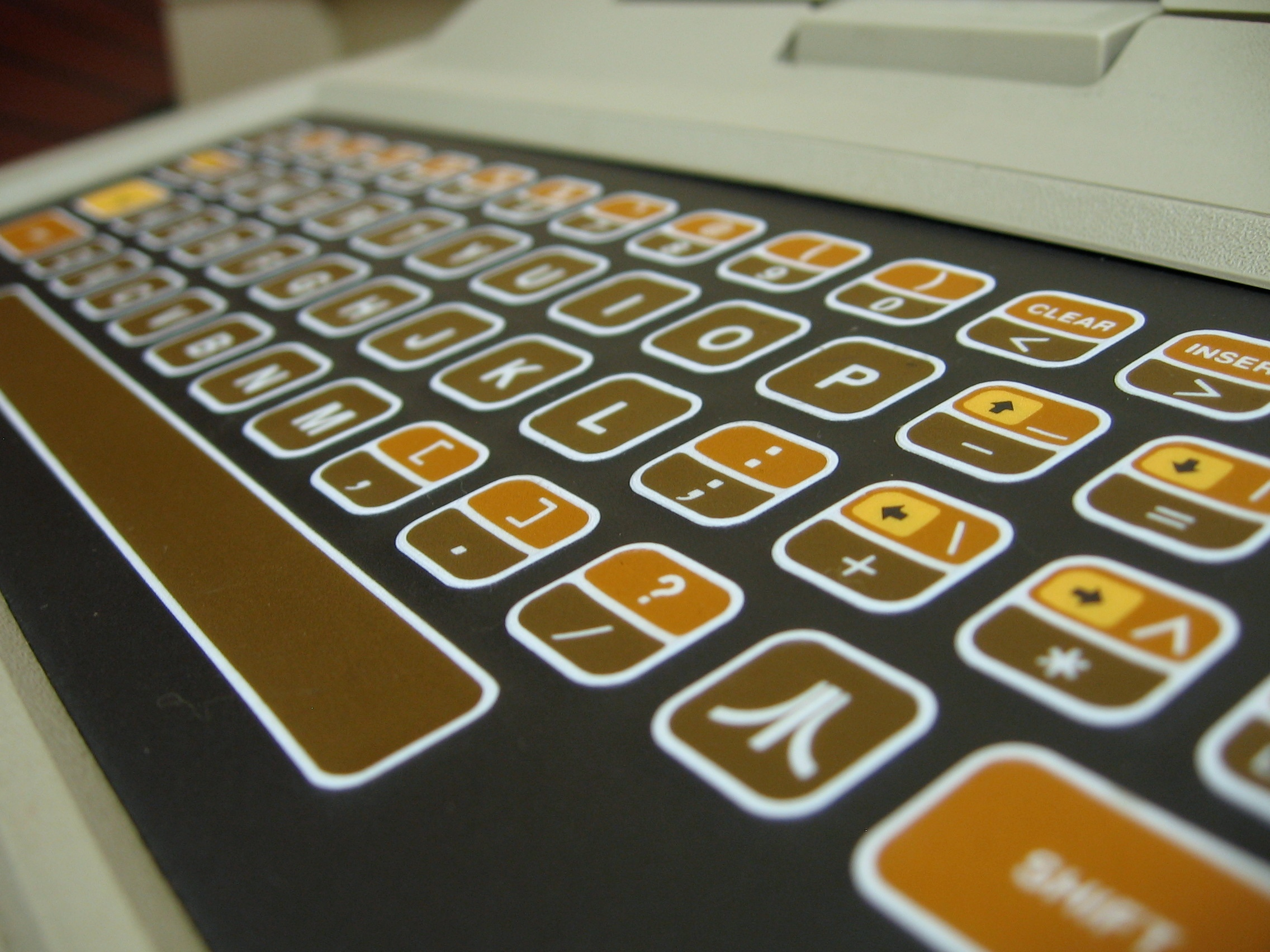
Detalhe do teclado de membrana do Atari 400.

Teclado de membrana é um teclado de computador cujas "teclas" não são partes móveis, separadas, como na maioria dos outros teclados, mas, em vez disto, tem somente os contornos e símbolos impressos numa superfície plana e flexível. Muito pouco ou nenhum retorno táctil é sentido quando se utiliza este tipo de teclado.
Teclados de membrana, que operam através de contatos elétricos entre a superfície do teclado e os circuitos subjacentes quando pontos-chave na superfície são pressionadas, foram utilizados em alguns dos primeiros computadores domésticos do início da década de 1980 e desde então têm sido muito usados em dispositivos eletrônicos em geral.
Este tipo de teclado é barato de produzir em massa, de fácil manutenção, tem longa vida útil e é mais resistente à sujeira e a líquidos derramados do que qualquer outro tipo de teclado. Por essas razões, o teclado de membrana é amplamente utilizado em equipamentos hospitalares e industriais, bem como em outros dispositivos que exijam limpeza fácil e constante. Fornos de micro-ondas também utilizam este tipo de teclado. 
Devido ao baixo ou não-existente retorno táctil, muitas pessoas sentem dificuldade em digitar em teclados de membrana. Foi apresentado como alternativa os "teclados de chiclete" que possuem o diferencial de permitir que teclas individuais sejam sentidas em algum grau. Entretanto, os teclados chiclete não foram tão bem aceitos no mercado como se esperava e seu uso ficou restrito à eletrônica de baixo custo (como controles remotos).